# Свети Николай (Страища)
„Свети Николай“ или „Свети Никола“ (на гръцки: Ναός Αγίου Νικολάου) е възрожденска православна църква в мъгленското село Страища (Ида), Гърция, част от Воденската, Пелска и Мъгленска епархия на Вселенската патриаршия.
Църквата е изградена около 1880 година. На стенописите във вътрешността има датировка 1885. Храмът е каменна трикорабна базилика с полукръгъл свод, трем и построена по-късно камбанария, какъвто е случаят и със съседната „Свети Димитър“ в Костурени. Има два входа на запад и на юг. Покривът е двускатен със скосение на запад и изток.
Във вътрешността таванът е дървен и над централния кораб е изписан Христос Вседържител. Иконостасът е дървен и изписан. Църквата е цялостно изписана в 1885 година и стенописите са дело на зографа от Воден Константин Хаджизафиров (Константинос Хадзизафирис). Сред изображенията са Тайната вечеря, Молитвата на Христос, Предателството на Юда, Видението на Пророк Исая, Възкресението на Лазар, Света Богородица.
Църквата е обявена за исторически паметник на 16 май 1996 година.